# Taonura
Taonura is een geslacht van sponsdieren uit de klasse van de Demospongiae (gewone sponzen).

## Soorten
- Taonura byssoides (Lamarck, 1814)
- Taonura carteri (Lendenfeld, 1889)
- Taonura colus (Lamarck, 1814)
- Taonura crassior (Topsent, 1931)
- Taonura flabelliformis Carter, 1882
- Taonura haackei (Lendenfeld, 1889)
- Taonura marginalis (Lendenfeld, 1888)
- Taonura pala (Lamarck, 1814)
- Taonura palmatiformis (Hyatt, 1877)
- Taonura tuba (Lendenfeld, 1889)